# Zero Hour (serie televisiva)
Zero Hour è una serie televisiva statunitense creata da Paul Scheuring, Lorenzo di Bonaventura e Dan McDermott per la ABC, trasmessa nel 2013.
A causa dei bassi ascolti, dopo soli tre episodi andati in onda, il 1º marzo 2013 venne cancellata e rimossa dai palinsesti, per poi tornare in onda dal 15 giugno con i restanti episodi prodotti.

## Trama
Hank Galliston è un editore presso il Modern Skeptic Magazine, rivista specializzata nello sfatare miti e rivelare cospirazioni. Quando sua moglie Laila viene rapita dal suo negozio di orologi antichi, Hank viene coinvolto in una delle cospirazioni più avvincenti della storia umana, un mistero che si estende per tutto il mondo e che coinvolge diverse epoche.

## Episodi
| Stagione       | Episodi | Prima TV USA | Prima TV Italia |
| -------------- | ------- | ------------ | --------------- |
| Prima stagione | 13      | 2013         | 2013            |

## Personaggi e interpreti
- Hank Galliston, interpretata da Anthony Edwards.
- Aaron Martin, interpretato da Scott Michael Foster.
- Rachel Lewis, interpretato da Addison Timlin.
- Leila Galliston, interpretato da Jacinda Barrett.
- Rebecca "Beck" Riley, interpretata da Carmen Ejogo.
- White Vincent, interpretato da Michael Nyqvist.
- Paige Willis, interpretato da Grace Gummer.[3]

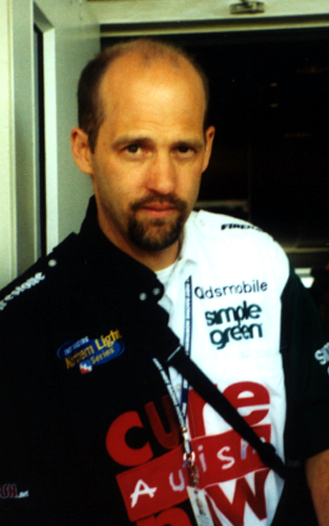
Anthony Edwards interpreta Hank Galliston
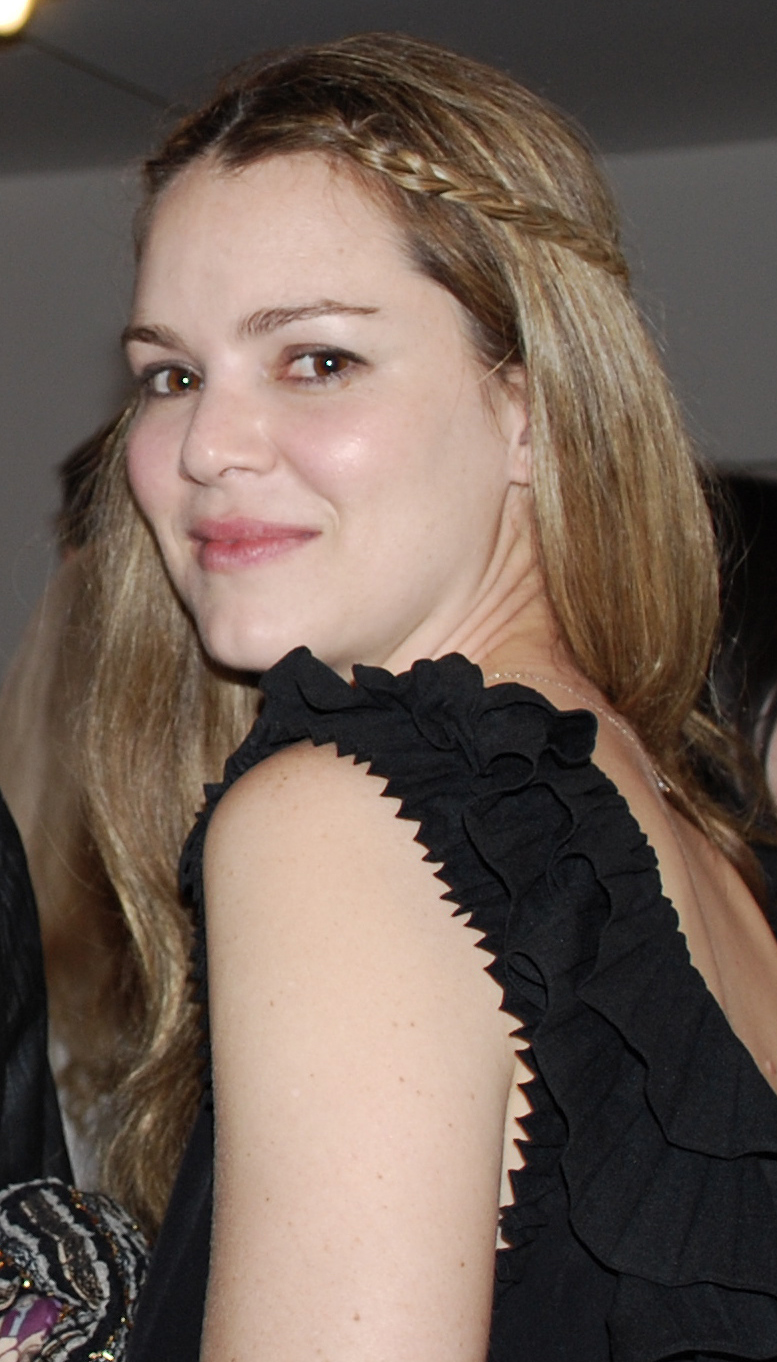
Jacinda Barrett interpreta Leila Galliston
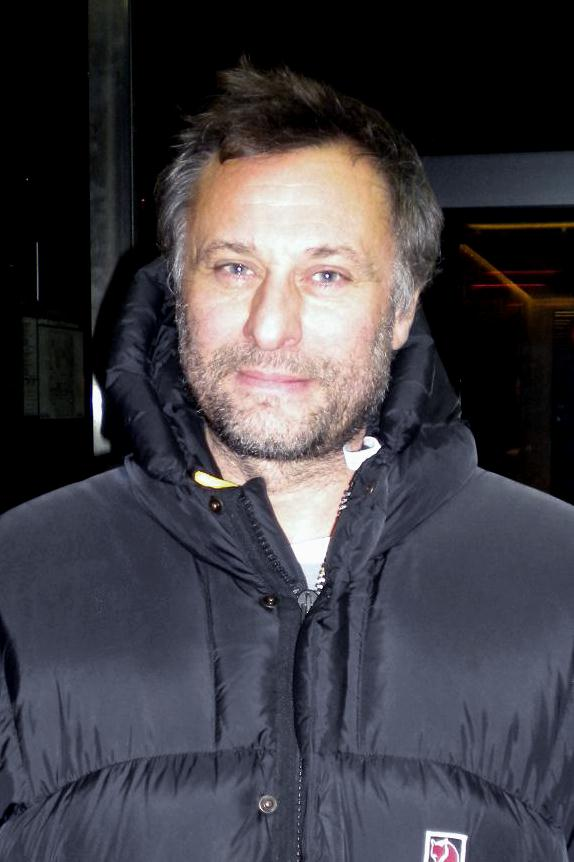
Michael Nyqvist interpreta White Vincent

## Produzione
Creata e scritta da Paul T. Scheuring, vede come produttori esecutivi, oltre a Scheuring stesso, Pierre Morel, Lorenzo di Bonaventura e Dan McDermott. L'episodio pilota è diretto da Pierre Morel. Prodotta da ABC Studios e di Bonaventura Pictures Television è stata ordinata da ABC durante gli upfronts di maggio, per poi essere trasmessa in midseason.

## Accoglienza
Al 16 febbraio 2013 la serie ha ricevuto un voto di 39 su 100 da Metacritic, basato su ventinove recensioni. L'episodio pilota, con una media di 6,3 milioni di spettatori alla prima messa in onda, fu inoltre il debutto peggiore di una serie televisiva trasmessa dalla  ABC.